# Au revoir, Charlie
Pour plus de détails, voir Fiche technique et Distribution.
Au revoir, Charlie (titre original : Goodbye Charlie) est un film américain réalisé par Vincente Minnelli, sorti en 1964.

## Synopsis
Au cours d'une soirée à bord de son yacht, un producteur d'Hollywood assassine le scénariste Charlie Sorel qui courtisait son épouse. Celui-ci revient plus tard réincarné en femme.

## Fiche technique
- Titre original : Goodbye Charlie
- Titre français : Au revoir, Charlie
- Réalisation : Vincente Minnelli, assisté de David S. Hall
- Scénario : Harry Kurnitz, d'après la pièce de George Axelrod
- Direction artistique : Jack Martin Smith, Richard Day
- Décors : Walter M. Scott, F. Keogh Gleason
- Costumes : Helen Rose
- Photographie : Milton Krasner
- Son : W. D. Flick, Elmer Raguse (en)
- Montage : John W. Holmes (en)
- Musique : André Previn
- Production : David Weisbart
- Société de production : Venice Productions
- Société de distribution : Twentieth Century Fox Film Corp.
- Pays de production :  États-Unis
- Langue : anglais
- Format : Couleurs (DeLuxe) - 35 mm - 2,35:1 - Son Mono (Westrex Recording System)
- Genre : Comédie et fantastique
- Durée : 117 minutes
- Date de sortie :
  - États-Unis : 18 novembre 1964 (première à New-York)

## Distribution
- Tony Curtis  (VF : Michel Roux)  : George Wellington Tracy
- Debbie Reynolds  (VF : Arlette Thomas)  : Madame Charles Sorel / Virginia (Virginie en VF) Mason
- Pat Boone  (VF : Marc Cassot)  : Bruce Minton III (Bruce Minton Jr. en VF)
- Joanna Barnes (VF : Joëlle Janin) : Janie Highland
- Ellen Burstyn (VF : Nadine Alari) : Franny Saltzmann (créditée comme Ellen McRae)
- Laura Devon (VF : Jacqueline Porel) : Rusty Sartori
- Walter Matthau (VF : Henri Virlojeux) : Sir Leopold Sartori
- Martin Gabel : Morton Craft
- Roger C. Carmel  (VF : André Valmy)  : L'inspecteur Frank McGill
- Harry Madden : Charles Sorel
- Myrna Hansen (VF : Sophie Leclair) : Starlet
- Antony Eustrel (VF : Richard Francœur) : Wellington (Washington en VF), le majordome
- David Robel (VF : Albert Montigny) : l'agent d'entretien voulant passer l'aspirateur
- Jerry Dunphy (VF : Lucien Bryonne) : le présentateur du journal télévisé